# Elia Barceló
Elia Barceló (Elda, 29 de gener de 1957) és una escriptora valenciana. Treballa com a professora de literatura hispànica a la Universitat d'Innsbruck (Àustria). És considerada una de les escriptores de ciència-ficció més importants en llengua castellana. El jurat que li concedí el 2020 el Premi Nacional de Literatura Infantil i Juvenil destacava «la prosa fluida i madura, la trama perfectament encaixada, i uns personatges que evolucionen al llarg de la història, dotats d'una profunditat que els fa creïbles».

## Formació i dedicació professional
Va estudiar Filologia Anglogermànica a la Universitat de València (1979) i Filologia Hispànica a la Universitat d'Alacant (1981). Després es va doctorar en literatura hispànica a la Universitat d'Innsbruck, Àustria (1995), amb la tesi La inquietant familiaritat, sobre els arquetips del terror en els relats fantàstics de Julio Cortázar.

## Carrera literària
La combinació de diversos gèneres en trames realistes o fantàstiques, i la creació de personatges complexos i versemblants caracteritzen una obra que és mou entre diversos gèneres: el thriller, la ciència-ficció, la novel·la gòtica, el relat fantàstic i fins i tot la novel·la històrica.
És autora, entre d'altres, de les obres Consecuencias naturales (1994 / reeditat el 2019), El mundo de Yarek (Premi Internacional de Ciència-Ficció de la UPC 1993), El vuelo del hipógrifo (2002), El caso del crimen de la ópera (2002), El secret de l'orfebre (publicada en català, 2003), Si un día vuelves a Brasil (2003), El Contrincante (2004), Disfraces terribles (2004 / 2021), El mundo de Yarek (2005), Corazón de Tango (2007), Futuros peligrosos (2008), Las largas sombras (2009 / 2018). Seguirien El color del silenci (2017), editada en català, El eco de la piel (2019) o La noche de plata (2020).
Algunes de les seves obres tenen una orientació juvenil, com ara La mano de Fatma (2001), El almacén de las palabras terribles (2003), La roca de Is (2003), Cordelluna (també editat en català, Premi Edebé de Literatura Infantil i Juvenil 2007), Cavallers de Malta (2007), Anima Mundi: hijos del clan rojo (2013), l'inici d'una trilogia fantàstica que es completaria amb Hijos de Atlantis (2013) i Hijos de las estrellas (2015). I també Por ti daré mi vida (2015) o El efecto Frankenstein (Premi Nacional de Literatura Infantil i Juvenil, 2019), un homenatge a l'obra de Mary Shelley.
Alguns relats seus han estat recollits en antologies, com Perturbaciones. Antología del relato fantástico español actual (2009) i Bleak House Inn. Diez huéspedes en casa de Dickens (2012).

## Premis i reconeixements
El 1991 li fou concedit el Premi Ignotus de relat fantàstic de l'Associació espanyola de Fantasia i Ciència Ficció (1991), el 1994 obtingué el Premi Internacional de novel·la curta de ciència-ficció de la Universitat Politècnica de Catalunya i el 1977 i el 2006 el Premi EDEBÉ de literatura juvenil. L'any 2007 ha estat premiada per l'Associació Espanyola de Fantasia, Ciència Ficció i Terror amb el Premi Gabriel. El 2020 ha merescut el Premi Nacional de Literatura Infantil i Juvenil, que concedeix el Ministeri de Cultura per El efecto Frankenstein.
Algunes de les seves novel·les i relats han estat traduïts al francès, italià, català i esperanto.